# Contea di Belmont
La contea di Belmont (in inglese Belmont County) è una contea dello Stato dell'Ohio, negli Stati Uniti. La popolazione al censimento del 2000 era di 70 226 abitanti. Il capoluogo di contea è St. Clairsville.